# Толучеево
Толучеево (Тулучеевка) — село в Бутурлиновском районе Воронежской области.
Входит в состав Колодеевского сельского поселения.

## География

### Улицы
- ул. Тулучеевка

## Население
| 2010 |
| ---- |
| 86   |